# أبو طالب الزينبي
الحسين بن محمد الزينبي (420 - 512 هـ) إمام ومحدث وفقيه حنفي ولي نقابة العباسيين والطالبيين معا في أول سنة 452 هـ، ثم استعفى بعد أشهر، فوليها أخوه طراد. كان شيخ الحنفية ورئيسهم بالعراق، وله الوجاهة الكبيرة عند الخلفاء العباسيين. قرأ القرآن على أبي الحسن القزويني، وتفقه على أبي عبد الله الدامغاني، وأفتى ودرَّس مدة طويلة بالمدرسة التي أنشأها شرف الملك أبو سعد الخوارزمي.
سمع أبا طالب بن غيلان، وأبا القاسم الأزهري، والحسن بن المقتدر، وأبا القاسم التنوخي. وحج، فسمع «الصحيح» من كريمة المروزية، وتفرد به عنها، وقصده الناس. وحدَّث عنه عبد الغافر الكاشغري، وابن أخيه علي بن طراد، وهبة الله الصائن، وعبد المنعم بن كليب. توفي يوم الاثنين حادي عشر صفر سنة 512 هـ، وصلَّى عليه ابنه أبو القاسم علي، وحضرت جنازته الأعيان والعلماء، وحمل إلى مقبرة أبي حنيفة، فدفن داخل القبة.

## نسبه
الحسين بن محمد بن علي بن حسن بن محمد بن عبد الوهاب بن سليمان بن محمد بن سليمان بن عبد الله الزينبي بن محمد بن إبراهيم الإمام بن محمد الكامل بن علي السجاد بن عبد الله بن العباس بن عبد المطلب، والعباس عم رسول الله محمد.